# Ovamboit
Ovamboit ist ein sehr selten vorkommendes Mineral aus der Mineralklasse der „Sulfide und Sulfosalze“ mit der idealisierten chemischen Zusammensetzung Cu10Fe3WGe3S16 und damit chemisch gesehen ein Kupfer-Eisen-Wolfram-Germanium-Sulfid. Die in der Formel enthaltenen Eisen und Germanium sind allerdings bei natürlichem Ovamboit oft durch geringe Mengen an Zink oder einen höheren Gehalt an Kupfer bzw. durch Arsen diadoch ersetzt, weshalb die Formel auch in der Form Cu10(Fe,Zn,Cu)3W(Ge,As)3S16 geschrieben werden kann.
Ovamboit kristallisiert im kubischen Kristallsystem, konnte bisher jedoch nur in Form undurchsichtiger, mikrokristalliner Körner bis etwa 0,1 Millimeter Durchmesser und krustiger Überzüge gefunden werden. Unter dem Auflichtmikroskop zeigt Ovamboit eine weißliche bis hellgelbe oder rosagraue Farbe mit einem metallischen Glanz auf den Oberflächen.
Mit Maikainit bildet Ovamboit eine lückenlose Mischkristallreihe, die durch die Substitution von Wolfram durch Molybdän gekennzeichnet ist.

## Etymologie und Geschichte
Erstmals entdeckt wurde der Ovamboit in der „Tsumeb Mine“ in der Oshikoto-Region von Namibia. Die Erstbeschreibung erfolgte 2003 durch Ernst M. Spiridonov. Da der Name Tsumebit bereits vergeben war, benannte Spiridonov das neue Mineral nach der historischen Region Ovamboland, in der auch die Typlokalität Tsumeb liegt. 
Das Typmaterial des Minerals wird im Mineralogischen Museum der Russischen Akademie der Wissenschaften in Moskau und im Bergbaumuseum in Sankt Petersburg in Russland aufbewahrt.

## Klassifikation
In der seit 1977 veralteten 8. Auflage der Mineralsystematik nach Strunz ist der Ovamboit noch nicht verzeichnet. Nur zuletzt 2018 überarbeiteten und aktualisierten Lapis-Mineralienverzeichnis nach Stefan Weiß, das sich aus Rücksicht auf private Sammler und institutionelle Sammlungen noch nach dieser klassischen Systematik von Karl Hugo Strunz richtet, erhielt das Mineral die System- und Mineral-Nr. II/C.10-55. In der „Lapis-Systematik“ entspricht dies der Klasse der „Sulfide und Sulfosalze“ und dort der Abteilung „Sulfide mit [dem Stoffmengenverhältnis] Metall : S,Se,Te ≈ 1 : 1“, wo Ovamboit zusammen mit Colusit, Germanit, Germanocolusit, Maikainit, Morozeviczit, Nekrasovit, Polkovicit, Renierit, Stibiocolusit, Sulvanit und Vinciennit eine eigenständige, aber unbenannte Gruppe bildet.
Die seit 2001 gültige und von der International Mineralogical Association (IMA) bis 2009 aktualisierte 9. Auflage der Strunz’schen Mineralsystematik ordnet den Ovamboit ebenfalls in die Abteilung der „Metallsulfide, M : S = 1 : 1 (und ähnliche)“ ein. Diese ist allerdings weiter unterteilt nach den in der Verbindung vorherrschenden Metallen, so dass das Mineral entsprechend seiner Zusammensetzung in der Unterabteilung „mit Zink (Zn), Eisen (Fe), Kupfer (Cu), Silber (Ag) usw.“ zu finden ist, wo es zusammen mit Colusit, Germanit, Germanocolusit, Maikainit, Nekrasovit und Stibiocolusit die „Germanitgruppe“ mit der System-Nr. 2.CB.30 bildet.
Auch die vorwiegend im englischen Sprachraum gebräuchliche Systematik der Minerale nach Dana ordnet den Ovamboit in die Klasse der „Sulfide und Sulfosalze“ und dort in die Abteilung der „Sulfidminerale“ ein. Hier ist er zusammen mit Renierit, Germanit und Maikainit in der „Germanitgruppe“ mit der System-Nr. 02.09.04 innerhalb der Unterabteilung „Sulfide – einschließlich Selenide und Telluride – mit der Zusammensetzung AmBnXp, mit (m+n) : p = 1 : 1“ zu finden.

## Kristallstruktur
Ovamboit kristallisiert kubisch in der Raumgruppe P43n (Raumgruppen-Nr. 218) mit dem Gitterparameter a = 10,68 Å sowie einer Formeleinheit pro Elementarzelle.

## Bildung und Fundorte
Ovamboit bildet sich in metallreichen Sulfid-Lagerstätten. Als Begleitminerale treten unter anderem  Baryt, Bornit, Galenit, Germanit, Germanocolusit, Maikainit, Sphalerit und Tennantit auf. Gelegentlich ist Ovamboit lamellenartig mit Gallit verwachsen. 
Der bisher einzige bekannte Fundort Ovamboit ist seine Typlokalität Tsumeb in Namibia.